# 太子诸樊
太子诸樊（?—?），春秋时期吴国的公子，吴王僚的太子。前519年，楚国太子建的母亲在郹，献城投降吴国。十月，太子诸樊夺得楚平王夫人与当地宝器回国。楚国司马薳越没有追上，因为使君夫人被俘虏，在薳澨自杀。